# Sumbergirang (Puri)
Sumbergirang is een bestuurslaag in het regentschap Mojokerto van de provincie Oost-Java, Indonesië. Sumbergirang telt 5301 inwoners (volkstelling 2010).